# Caernarfon Town F.C.
Caernarfon Town F.C. (wal. Clwb Pêl Droed Tref Caernarfon) – walijski klub piłkarski, mający siedzibę w mieście Caernarfon w północno-zachodniej części kraju, rywalizujący w Cymru Premier.

## Historia
Chronologia nazw:
- 1937: Caernarfon Town F.C. (wal. Clwb Pêl Droed Tref Caernarfon)

Klub piłkarski Caernarfon Town F.C. został założony w miejscowości Caernarfon w roku 1937. Pierwszy klub w mieście powstał we wrześniu 1876 i nazywał się Caernarvon Wanderers F.C. Zespół grał na różnych boiskach, zanim przeniósł się na The Oval w 1888 roku. 30 października 1886 roku klub był pierwszą drużyną z północno-zachodniej Walii, który startował w Pucharze Anglii, przegrywając 1:10 ze Stoke City F.C. Pięć lat później Wanderers przestał istnieć, ale w 1894 roku kilku byłych piłkarzy założyło nowy zespół o nazwie Carnarvon Ironopolis F.C., który rywalizował w North Wales Coast League, dwukrotnie wygrywając mistrzostwo i awansując do półfinału Pucharu Walii w 1900 roku i ponownie w 1902 roku. Niestety po sporze z ligą Ironopolis został rozwiązany w 1903 roku. Następnie niektórzy gracze utworzyli Caernarvon Celts, podczas gdy inni przeniosły się do Caernarvon RWF (Royal Welsh Fusiliers). W 1906 roku oba kluby połączyły się, tworząc Carnarvon United F.C., który w 1909 zdobył Puchar Walii wśród amatorów oraz Puchar Północnej Walii wśród amatorów. Po I wojnie światowej zdemobilizowani gracze United utworzyli nowy klub Caernarvon Athletic F.C., który do 1921 roku grał w North Wales Coast League, a następnie w Welsh National League Division Two (West). W 1926 roku klub przekształcił się w profesjonalny zespół. Natychmiast odniósł sukces, wygrywając mistrzostwo w sezonach 1926/27 i 1929/30. W 1930 roku klub znów został rozwiązany, ale dwa lata później ponownie utworzony zespół Carnarvon United F.C. wygrał Welsh Combination, zanim przestał istnieć w 1936 w związku z problemami z używaniem stadionu.
W 1937 roku z inicjatywy grupy lokalnych entuzjastów piłki nożnej powstał klub Caernarfon Town F.C. i potem startował w Welsh League (North) Division One, która była najwyższym poziomem w tym regionie Walii, ponieważ nie było ogólnowalijskich mistrzostw. Rozpoczęło się 39-letnie nieprzerwane członkostwo w lidze. Klub został mistrzem ligi w sezonach 1946/47 i 1965/66, a potem dwukrotnie w sezonach 1977/78 i 1978/79. Walijski Związek Piłki Nożnej pozwolił klubowi dołączyć do angielskiej piramidy piłkarskiej i od sezonu 1980/81 klub zaczął grać w angielskiej lidze Lancashire Combination, a już w drugim sezonie po wygraniu ligi klub awansował w klasie, a następnie kilkakrotnie udało mu się osiągnąć coraz wyższy poziom. Najwyższy wynik to trzecie miejsce w sezonie 1986/87 w Northern Premier League (szósty poziom w hierarchii piłkarskiej Anglii).
W 1992 została organizowana League of Wales, a Walijski Związek Piłki Nożnej postanowił zmusić kluby walijskie grające w niższych ligach Anglii do powrotu do Walii. Caernarfon Town wraz z kilkoma innymi klubami odmówił powrotu. W rezultacie Carnarvon i siedmiu innym klubom odmówiono prawa do grania meczów ligi angielskiej w Walii. Wtedy Bangor City F.C., Newtown A.F.C. i Rhyl F.C. wrócili do walijskiej piłki nożnej, a Carnarvon Town grał swoje mecze domowe 105 mil od swojego rodzinnego miasta w Ashton-under-Lyne niedaleko Manchesteru.
W 1995 roku klub postanowił dołączyć do League of Wales. W pierwszym sezonie klub zajął 6.miejsce i kontynuował grę w elitarnej dywizji do 2000 roku, kiedy to ukończył 18.pozycję i spadł w klasie.
Zdobywszy pierwsze miejsce w Cymru Alliance, klub wrócił do League of Wales po sezonie nieobecności. W sezonie 2002/03 liga zmieniła nazwę na Welsch Premier League, w której klub grał do końca sezonu 2008/09. Po zakończeniu sezonu klub ponownie zajął ostatnie miejsce i został zdegradowany do niższej klasy. Tam jednak klub występował niestabilnie i zajął przedostatnie 16. miejsce i potem występował przez trzy lata w trzeciej lidze - Welsh Alliance League. Dopiero w 2013 wrócił do Cymru Alliance. Przez dłuższy czas klub był jednym z liderów ligi, a w 2018 roku awansował ponownie do Premier League.

## Barwy klubowe, strój
| Żółty | Zielony |

Klub ma barwy żółto-zielone. Zawodnicy domowe spotkania zazwyczaj grają w żółtych koszulkach, zielonych spodenkach oraz żółtych getrach.

## Sukcesy

### Trofea krajowe
| \| \| Zdobyte trofea w rozgrywkach Walii (stan na: 31-05-2019) \| |                                                          |      |                           |
| Rozgrywki                                                         | Osiągnięcie                                              | Razy | Sezon(y)                  |
| Mistrzostwo                                                       | I miejsce                                                | 0    |                           |
| Mistrzostwo                                                       | II miejsce                                               | 0    |                           |
| Mistrzostwo                                                       | III miejsce                                              | 0    |                           |
| Mistrzostwo                                                       | 4.miejsce                                                | 2    | 1996/97, 2018/19          |
| Puchar                                                            | zdobywca                                                 | 0    |                           |
| Puchar                                                            | finalista                                                | 0    |                           |
| Puchar                                                            | półfinalista                                             | 1    | 1987/88                   |
| II liga                                                           | I miejsce                                                | 3    | 2000/01, 2015/16, 2017/18 |
| II liga                                                           | II miejsce                                               | 2    | 2014/15, 2016/17          |
| II liga                                                           | III miejsce                                              | 1    | 2013/14                   |
| Walia                                                             | Zdobyte trofea w rozgrywkach Walii (stan na: 31-05-2019) |      |                           |

- Welsh Alliance League (D3):
  - mistrz (1x): 2012/13

## Trofea inne
- Welsh League (North) Division One (D1 - nieoficjalne mistrzostwa Północnej Walii):
  - mistrz (4x): 1946/47, 1965/66, 1977/78, 1978/79

- Lancashire Alliance League:
  - mistrz (1x): 1981/82

## Struktura klubu

### Stadion
Klub piłkarski rozgrywa swoje mecze domowe na stadionie The Oval w Caernarfon, który może pomieścić 3000 widzów ((600 miejsc siedzących).

## Europejskie puchary
Legenda do wszystkich tabel:
- Q – runda eliminacyjna, 1/16, 1/8, 1/4, 1/2 – odpowiednia faza rozgrywek, Grupa – runda grupowa, 1r gr – pierwsza runda grupowa, 2r gr – druga runda grupowa, F – finał, R – runda, PO – play-off
- k. – rzuty karne, los. – losowanie, Dogr. – dogrywka, w. – zasada bramek strzelonych na wyjeździe

| Sezon   | Rozgrywki        | Runda | Przeciwnik     | Dom | Wyjazd | Ogólnie     |
| ------- | ---------------- | ----- | -------------- | --- | ------ | ----------- |
| 2024/25 | Liga Konferencji | 1Q    | Crusaders      | 2–0 | 1–3    | 3–3, k: 8–7 |
| 2024/25 | Liga Konferencji | 2Q    | Legia Warszawa | 0–5 | 0–6    | 0–11        |

## Derby
- Porthmadog F.C.
- Bangor City F.C.
- Rhyl F.C.